# Universidad de Roma La Sapienza
La Universidad de Roma La Sapienza (en italiano: «Sapienza-Università di Roma») de Roma (Italia) es una de las mayores universidades de Europa, [cita requerida] y se encuentra entre las primeras del mundo por número de estudiantes.
Fue fundada en Roma el 20 de abril de 1303 por la voluntad del papa Bonifacio VIII. Hoy cuenta con 21 facultades, 21 museos, 155 bibliotecas y más de 130 entre departamentos e institutos. En el ranking mundial de universidades redactado por la Universidad de Shanghái Jiao Tong por primera vez en 2004 y después en 2006, La Sapienza es el ateneo más prestigioso de Italia, y la única universidad italiana entre las primeras 100 universidades del mundo. En la clasificación de las universidades europeas se encuentra en el puesto 30, precediendo a algunos otros célebres institutos, como el de Fráncfort del Meno. En septembre 2018, está incluida en la top-100 de la QS World University Rankings Graduate Employability Ranking. Es considerada la universidad más prestigiosa de Europa meridional.

## Historia
En el siglo XIV operaban diversas instituciones escolásticas en Roma, sin que todavía hubiese una entidad suficientemente reconocida que fuese al mismo tiempo ajena a la corte papal. Así nace, a través de la bula de Bonifacio VIII In supraemae praeminentia Dignitatis del 20 de abril de 1303 la primera universidad de Roma, Studium urbis. Los fondos iniciales llegaron de los impuestos al vino extranjero, además de las donaciones de nobles romanos. La gestión de la Universidad se dejó al Municipio de Roma, cuando la sede pontificia fue trasladada a Aviñón. Con la bula del papa Eugenio IV In supremae del 10 de octubre de 1431.
Durante todo el período del Renacimiento fueron incrementadas por diversos papas las diferentes enseñanzas, con la introducción de nuevas cátedras. Fueron adquiridos entre otros algunos edificios en el rione San Eustaquio, donde se construyó la nueva sede, a voluntad de Alejandro VII, fundador entre otras de la misma Biblioteca alejandrina, todavía entonces en plena actividad; la sede se instituyó al lado del Palazzo della Sapienza. De hecho, sólo hace diez años de la conversión de Sapienza en nombre oficial. Después de algunos años Francesco Borromini construía la iglesia de Sant'Ivo. En el portón principal, de hecho, se encuentra escrito: «Initium sapientae timor Domini».
Diversas fueron las reformas que se sucedieron: aquellas de Benedicto XIV en 1748 y de la República Romana en 1798 fueron las más notables, pero de fundamental importancia fue la que introdujeron los franceses conforme a la legislación imperial francesa y la sede fue trasladada al Palazzo del Collegio Romano, por voluntad del rector Giovanni Ferride Saint-Constant (1811–1815).
Durante la fase de paso entre el Estado Pontificio y el Reino de Italia el director de la universidad fue Terenzio Mamiani della Róvere, que seculariza la universidad separándola definitivamente de la administración papal, manteniendo su alta eficiencia y su prestigiosa tradición cultural.
La Sapienza sufrió varias crisis durante los años de la Primera Guerra Mundial, a causa de los desencuentros entre los partidarios del intervencionismo y de la neutralidad. En el período fascista, exactamente en octubre de 1931, fue obligada a jurar fidelidad al Duce por parte de todos los docentes universitarios: tres de ellos se negaron y perdieron su cátedra (Ernesto Bonaiuti, de Historia del Cristianismo; Giorgio Levi della Vida, de Estudios Orientales; y Gaetano de Sanctis, de Historia Antigua). En 1935 se inaugura la nueva ciudad universitaria, planificada por el arquitecto racionalista Marcello Piacentini, con la presencia de los reyes.
Tras el segundo conflicto mundial la universidad reemprende rápidamente su actividad. El 27 de abril de 1966 activistas neofascistas del reagrupamiento Caravella provocaron incidentes violentos en el interior de la Facultad de Filosofía y Letras con ocasión de la renovación del organismo de representación estudiantil (ORUM). En la reyerta resultó herido Paolo Rossi, estudiante de arquitectura inscrito al PSI, que, sintiéndose mal, se precipitó del muro que delimitaba de la parte derecha la parte superior de la escalinata de la Facultad de Letras, falleciendo la misma noche. Después de algunos días, el 2 de mayo de 1966, a la vista de la situación, el rector Ugo Papi pide la dimisión, caso único en la historia plurisecular de La Sapienza. Más de treinta años después se produce un nuevo caso de sangre: la joven estudiante Marta Russo es asesinada el 9 de mayo de 1997 en el callejón situado tras la Facultad de Derecho, Ciencias Políticas y Ciencias Estadísticas por algunos colegas.
A partir de noviembre de 2006 La Sapienza adoptará un nuevo sistema de identidad visible: una interpretación contemporánea del querubín y con la pérdida del artículo «la» en el nombre, que queda como Sapienza. Universidad de Roma.

## Organización

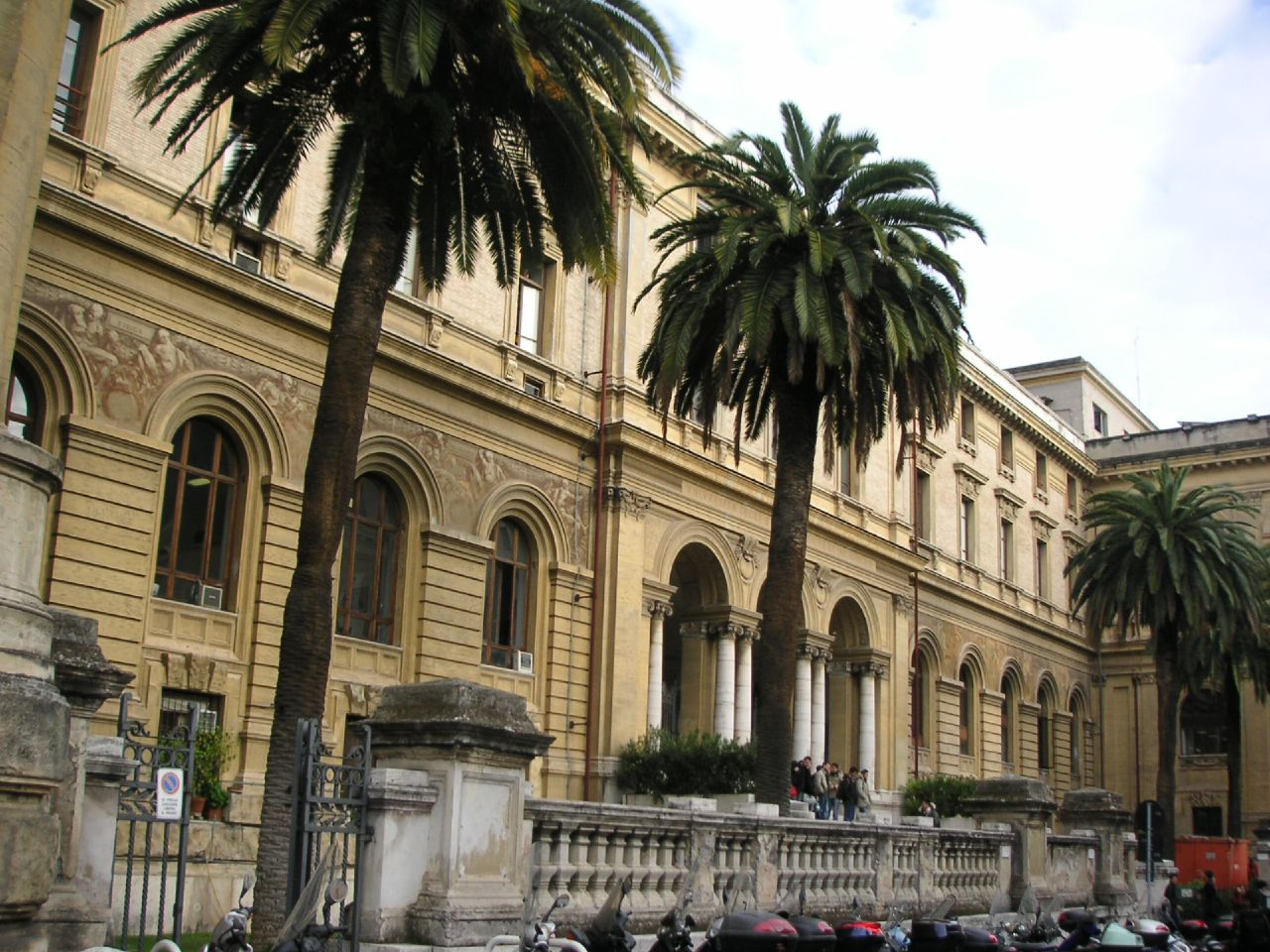
Sede de la Facultad de Ingeniería.

La Universidad se subdivide, en el ámbito de una reorganización logística, en cinco ateneos federados, ninguno de ellos por ahora operativo. Cada ateneo federado formará parte integral de la Universidad, comprenderá a las facultades más afines y dispondrá de un Presidente propio y de un Consejo, que recibirá competencias específicas delegadas, respectivamente, del Rector y del Senado Académico de la Universidad. La reforma —ya en parte activada desde hace algunos años— estará operativa desde el uno de enero de 2007.

### Ateneo federado de la Ciencia y de la Tecnología
Compuesto por las facultades de Ingeniería, Ciencias Matemáticas, Físicas y Naturales, Ciencias Estadísticas, Psicología I, Filosofía y la Escuela de Ingeniería Aeroespacial, responde a las siglas de AST. Sobre la base de las elecciones del 25 de octubre e 2005 Paolo Lampariello ha sido elegido Presidente del Ateneo Federado para el bienio académico 2005-2007, mientras que para el siguiente bienio (2007-2009) cubrirá la carga presidencial Guido Martinelli, actualmente nombrado Vicepresidente del Ateneo Federado.

### Ateneo federado de Ciencias Políticas Públicas y Sanitarias
Compuesto por las facultades de Farmacia, Medicina y Cirugía I, de Medicina y Cirugía II y de Ciencias Políticas, tiene como siglas identificativas SPPS. Se ha elegido presidente al profesor Domenico Misiti, notable científico y expresidente de la Facultad de Farmacia (hasta octubre de 2005).

### Ateneo federado de Ciencias Humanas, Arte y Medio Ambiente
Compuesto por las facultades de Arquitectura Ludovico Quaroni, Ciencias de la Comunicación, Ciencias Humanísticas y de Estudios Orientales. Según las elecciones del 27 y 28 de septiembre de 2005, Salvatore Dierna fue elegido Presidente del Ateneo Federado.

### Ateneo federado del Espacio y de la Sociedad
Compuesto por las facultades de Arquitectura Valle Giulia y Sociología, tiene como siglas A.De.S.So. El presidente del Ateneo, electo el 19 de noviembre de 2004, es Vincenzo Campelli.

## La ciudad universitaria
La ciudad universitaria fue realizada por una serie de arquitectos de estampa racionalista durante los años 30, en pleno fascismo. La obra, fuertemente querida por Mussolini para que la capital de Italia tuviese también su centro universitario, se encuadraba en la obra de restauración que afectó a toda la ciudad en la segunda posguerra. La ciudad fue inaugurada el 31 de marzo de 1935 con la presencia del rey Víctor Manuel III.
La entrada principal se encuentra en piazzale Aldo Moro, donde tiene sede también el limítrofe Consiglio Nazionale delle Ricerche (Consejo Nacional de Investigación). Un gran portal permite acceder al interior de la ciudad, constituida por una serie de edificios ideados para la realización de profesores y alumnos. Las otras entradas se encuentran en el muro que divide la ciudad universitaria del resto de la ciudad. Hacia el norte se encuentra el hospital policlínico Umberto I, gestionado directamente por la propia Universidad, y parte integrante de su estructura; allí tienen sede las principales facultades de Medicina y Cirugía.
La perspectiva se ha desarrollado para destacar la figura de Minerva, uno de los símbolos principales de La Sapienza, representada por una estatua de bronce erecta sobre una balsa de agua frente al edificio del Rectorado. Un vial lleva desde la entrada principal a la plaza de Minerva, sobre cuyo lado situado a la derecha se encuentran los edificios de Ortopedia y Química, y a la izquierda los edificios de Higiene y Física. En el edificio principal tienen sede también las oficinas del Rectorado, la Biblioteca Alejandrina y el Aula Magna. A la derecha se encuentra el edificio de Letras, sede actual de las facultades de Filosofía y Letras, Ciencias Humanísticas y Estudios Orientales. A la izquierda del rectorado se encuentra el edificio de Derecho, donde se encuentran las facultades de Ciencias Jurídicas, Ciencias Políticas y Ciencias Estadísticas.
En el interior de la ciudad se encuentra también una enfermería, diversos bares, oficinas bancarias (Banca di Roma) y postales, muchísimas bibliotecas y museos abiertos al público. Notable es la capilla Universitaria, dedicada a la Divina Sapienza, encargada a los padres jesuitas.

## Bibliotecas
Con sus numerosas bibliotecas la Universidad es sede del polo SBN que coordina y gestiona. La Biblioteca Universitaria Alejandrina, en el interior de la Universidad, es responsable del mantenimiento del polo SBN de las bibliotecas públicas estatales de Roma.

## Algunos de los egresados y profesores destacados
| Picture | Egresados y profesores      | Grado académico       | Notas | Distinciones |
| ------- | --------------------------- | --------------------- | --- | --- |
|         | Maria Montessori            | Ciencias naturales    | Fundadora del método Montessori de educaciónn, considerada una de las médicas más influyentes | |
|         | Federico Fellini            | Leyes                 | Uno de los más importantes directores de cine del siglo XX | Academy Honorary Award, European Film Awards |
|         | Evangelista Torricelli      | Físico                | Inventor del barómetro. Realizó contribuciones significativas en óptica y en el método de los indivisibles. | |
|         | Enrico Fermi                | Física                | Físico, colega y amigo de Ettore Majorana. Figura clave en la creación de la bomba atómica, descubrió: nuevos elementos radiactivos producidos por irradiación de neutrones, reacción nuclear en cadena controlada. También es conocido por la estadística Fermi-Dirac y la teoría de la desintegración beta. | Premio Nobel de Física (1938) |
|         | Emilio Gino Segrè           | Física                | Físico, colega y amigo de Ettore Majorana. Figura clave en la creación de la bomba atómica, ayudó a descubrir el antiprotón y los elementos astato, y tecnecio | Premio Nobel de Física (1959) |
|         | Daniel Bovet                | Sicobiología          | Premio Nobel de Fisiología o Medicina (1957) por su descubrimiento de fármacos que bloquean la acción de neurotransmisores específicos. Es más conocido por su descubrimiento en 1937 de los antihistamínicos, que bloquean el neurotransmisor histamina y se utilizan en la medicación alergia | Premio Nobel de Fisiología o Medicina (1957) |
|         | Ennio de Giorgi             | Matemáticas           | Matemático que trabajó con ecuaciones diferenciales parciales. Resolvió el problema de Bernstein sobre superficies mínimas. Resolvió el Problema de Hilbert número diecinueve sobre la rehularidad de soluciones de la ecuación diferencial parcial elíptica. | Premio Caccioppoli (1960), Premio Wolf (1990) |
|         | Umberto Guidoni             | Astrofísico           | Astronauta de la European Space Agency y Agencia Espacial de Italia (ESA/ASI) y veterano de dos misiones del Transbordador Espacial de NASA | |
|         | Mario Draghi                | Economía              | Primer ministro de Italia (2021-2022). Presidente del Banco Central Europeo. Gobernador por Italia en las Juntas de Gobernadores del Banco Internacional de Reconstrucción y Fomento y del Banco Asiático de Desarrollo. Exgobernador de la Banco de Italia. Ex director ejecutivo italiano del Banco Mundial. Ex director general del Tesoro italiano. Exvicepresidente y consejero delegado de Goldman Sachs International. | |
|         | Sergio Balanzino            | Leyes                 | Vice Secretario General de NATO. Two times NATO General Secretary | |
|         | Antonio Tajani              | Leyes                 | President of the European Parliament. Former European Commissioner for Industry and Entrepreneurship | |
|         | Federica Mogherini          | Ciencia Política      | High Representative of the Union for Foreign Affairs and Security Policy y Rector del College of Europe. | |
|         | Sergio Mattarella           | Leyes                 | 12.º Presidente de Italia | |
|         | Vito Volterra               | Física matemáticas    | Matemático y Físico, conocido por la teoría de ecuaciones integrales y las ecuaciones Lotka–Volterra | |
|         | Gabriele d'Annunzio         | Literatura            | Poeta, periodista, escritor de teatro, soldado, político. Formó parte del movimiento literario denominado Movimiento Decadente. | |
|         | Bernardo Bertolucci         | Literatura moderna    | Director de cine y libretista, entre sus películas se cuentan El Conformista, Ültimo tango en Paris, 1900, El último emperador, The Sheltering Sky and The Dreamers | 2 Nastro d'Argento Best Director, Academy Award for Best Director, Academy Award for Best Adapted Screenplay, Golden Globe Award for Best Director, Golden Globe Award for Best Screenplay, David di Donatello for Best Director, David di Donatello for Best Script, León de Oro por su trayectoria en el Venice Film Festival, Honorary Palme d'Or at Cannes Film Festival |
|         | Charles Ponzi               | Negocios (incompleto) | Conocido por el esquema empresarial fraudulento que lleva su nombre, el esquema Ponzi. | |
|         | Enrico Giovannini           | Economía, Estadística | Ministro italiano de Trabajo y Políticas Sociales, Presidente del Instituto Italiano de Estadística (Istat). Jefe de Estadística y Director de la Dirección de Estadística de la Organización de Cooperación y Desarrollo Económicos (OCDE) en París. Catedrático de Estadística Económica. | |
|         | Abdirashid Ali Shermarke    | Ciencia Política      | primer Primer ministro de Somalia y segundo Presidente de Somalia | |
|         | Luca Cordero di Montezemolo | Contabilidad          | Presidente de Ferrari, presidente de Confindustria, presidente de Nuovo Trasporto Viaggiatori (NTV). Fue Presidente de Fiat S.p.A. desde 2004 hasta 2010. | |
|         | Ignazio Visco               | Economía              | Gobernador de Banca d'Italia (Banco de Italia) | |
|         | Massimiliano Fuksas         | Arquitectura          | Arquitectura | Grand Prix d'Architecture Française (1999), Commandeur de l'Ordre des Arts et des Lettres de la République Française (2000), Miembro honorario del Instituto Norteamericano de Arquirtectos (2002), Miembro honorario del Real Instituto Británico de Arquitectos (2006) |
|         | Carlo Verdone               | Literatura moderna    | Actor destacado, libretista y director cinematográfico. | |
|         | Paolo Gentiloni             | Ciencia Política      | Comisionado Europeo en la Comisión Von der Leyen desde septiembre de 2019 y ex primer ministro de Italia desde diciembre de 2016 hasta junio de 2018 | |
|         | Giorgio Gaja                | Leyes                 | Elegido en 2011 juez de la Corte Internacional de Justicia | |
|         | Pier Carlo Padoan           | Economía              | Secretario General Adjunto de la OCDE en París, y su economista jefe. Adjunto de Finanzas de la OCDE en el G20, dirige las iniciativas "Respuesta Estratégica", "Crecimiento Verde" e "Innovación". Ministro de Finanzas de Italia | |
|         | Giuseppe Conte              | Politics              | Former Prime Minister of Italy and leader of the Five Star Movement | |
|         | Giorgio Parisi              | Física                | Ganador en 2021 Premio Nobel de Física. | Premio Nobel de Física (2021), Dirac Medal (1999), y otros. |
|         | Chrysoula Zacharopoulou     | Ginecología           | Ministra de Estado para el Desarrollo, Francofonía y Colaboraciones Internacionales en el gobierno de la primera ministra francesa Élisabeth Borne desde el 20 de mayo de 2022. | |